# Storm Jameson
Margaret Storm Jameson, född 8 januari 1891, död 30 september 1986, var en brittisk författarinna.
Storme Jameson studerade engelsk filologi och litteraturhistoria i Leeds och London, var journalist och anställd i bokförlag i London. Hon debuterade som romanförfattare 1919, blev beaktad med The pitiful wife (1923, svensk översättning 1925), behandlade i romanen Thre kingdoms (1926), vars miljö var hämtad från londonskt tidningsliv, frågan om kvinnan som yrkeskvinna, maka och mor, skildrade i trilogin The lovely ship (1927), The voyage home (1930) och A richer dust (1931) en yrkeskvinnas erotiska upplevelser och gav i A day off (1933, svensk översättning samma år) interiörer från Londons undre värld. Med Company parade (1934) började en serieskildring av engelskt efterkrigsliv, fortsatt med Love in winter (1935) och None turn back (1936). Jameson utgav dessutom Modern drama in Europe (1920), The Georgian novel an Mr. Robinson (1929), The decline of merry England (1930), en historisk studie, som vänder sig mot puritanismen, No time like the present (1933, ett slags självbiografi) samt In the second year (1936), en antifascistisk framtidsbild. Av Jamesons senare produktion märks The moon is making (1937), Here comes a candle (1938), Farewell night, welcome day (1939), Civil journey (1939), en essäsamling, Europe to let (1940), Cousin Honoré (1940, svensk översättning Spelet kring Honoré, 1947), en roman om franskt och tyskt i Elsass under mellankrigstiden, The fort (1941), The end of this war (1941), Cloudless may (1943), The journal of Mary Hewey Russel (1945), The other side (1946), Before the Crossing (1947), Black laurel (1948) och Moment of truth (1949).
Storm Jameson var gift med författaren G.P. Chapman.